# Nord- und Westdeutscher Rundfunkverband
Союз северо- и западно-германского радиовещания (нем. Nord- und Westdeutscher Rundfunkverband) — корпорация публичного права, осуществлявшая вещание по немецкой 1-й телепрограмме совместно с государственными учреждениями других земель с 1956 до 1961 года. Основана после ликвидации Северо-Западно-Германского радио, её членами являлись Западно-Германское радио и Северо-Германское радио, её программный телецентр находился в общем аппаратно-студийном комплексе с гамбургским радиодомом Северо-Германского радио. Ликвидирована в 1961 году, после её ликвидации Северо-Германское радио и Западно-Германское радио стали самостоятельно осуществлять вещание по 1-й телепрограмме, совместно с государственными учреждениями других земель.